# Washington Luigi Garucia
Washington Luigi Garucia (São Paulo, 24 november 1978) is een voormalig Braziliaans voetballer.